# تازه‌آباد (چگنی)
تازه‌آباد روستایی در دهستان کشکان شمالی بخش شاهیوند شهرستان چگنی استان لرستان ایران است.

## جمعیت
بر پایه سرشماری عمومی نفوس و مسکن در سال ۱۳۹۵ جمعیت این روستا ۶۸ نفر (۱۹خانوار) بوده‌است.